# Bruno Kitt
Bruno Kitt, född 9 augusti 1906 i Heilsberg, död 8 oktober 1946 i Hameln, var en tysk lägerläkare och Hauptsturmführer. Han var lägerläkare i Auschwitz från 1942 till 1945.

## Biografi
Bruno Kitt avlade i början av 1930-talet doktorsexamen i medicinvetenskap vid Münsters universitet. År 1933 inträdde han i Nationalsocialistiska tyska arbetarepartiet (NSDAP) och Schutzstaffel (SS). I juni 1942 kommenderades han som lägerläkare till koncentrations- och förintelselägret Auschwitz. Kitt var chefsläkare för de kvinnliga fångarnas sjukavdelning och valde ut vilka av dem som skulle gasas ihjäl.
I juli 1944 gifte sig Kitt med Kläre Maus (född 1921), som hade varit verksam som laboratorieassistent i Auschwitz. Efter evakueringen av Auschwitz i januari 1945 blev Kitt lägerläkare i Neuengamme.
Efter andra världskrigets 1945 greps Kitt av brittiska trupper och ställdes i mars året därpå inför rätta vid Neuengammerättegången i Hamburg. Kitt dömdes till döden och avrättades genom hängning; skarprättare var Albert Pierrepoint.